# Semiconductor Sector Index
De PHLX Semiconductor Sector-index is een aandelenindex van 19 ondernemingen die zich bezighouden met halfgeleiders. De index is begonnen in 1993 waarbij het startniveau werd vastgesteld op 200 punten. In 1995 werd de index gesplitst, zodat men in vergelijking met de huidige prijzen rekening moet houden met een startniveau van 100 punten. De halfgeleiderindex wordt doorgaans SOX genoemd. Afgeleide producten op de index zoals termijncontracten en opties worden op de beurs van Philadelphia verhandeld.
De halfgeleider industrie is bijzonder cyclisch en volatiel. De SOX-index heeft in het verleden dan ook erg veel bewogen. Vanaf teruggerekend 100 punten in 1993 bereikte het in mei 2000 een hoogtepunt van 1300 punten. Daarna daalde de index 80% tot een niveau van 200 punten eind 2002.

## Samenstelling
De index is prijsgewogen samengesteld. Dat houdt in dat de ondernemingen met de hoogste absolute koers het zwaarste wegen. Het fonds met veruit de grootste marktwaarde, Intel, heeft daardoor niet de zwaarste weging. Het voordeel hiervan is dat de dominantie van de index door enkele giganten ingeperkt is. Een index die feitelijk twee a drie aandelen volgt biedt weinig toegevoegde waarde. De volgende ondernemingen zijn opgenomen in de index.
- Altera Corp.
- Applied Materials, Inc.
- Advanced Micro Devices
- Broadcom Corporation
- Freescale Semiconductor, Inc.
- Infineon Technologies AG
- Intel Corp.
- KLA-Tencor Corp.
- Linear Technology Corp.
- Marvell Technology Group
- Micron Technology, Inc.
- Maxim Integrated Products, Inc.
- National Semiconductor Corp.
- Novellus Systems, Inc.
- STMicroelectronics NV
- Teradyne, Inc.
- Taiwan Semiconductor Manufacturing
- Texas Instruments, Inc.
- Xilinx, Inc.